# Ludbreg
Ludbreg è una città della Croazia, nella regione di Varaždin.

## Storia
Da secoli Ludbreg è meta di pellegrinaggio. Nel 1320 la città è menzionata per la prima volta come Castrum Ludbreg. Il nome deriva probabilmente da un crociato chiamato Lobring, che avrebbe fondato l'insediamento. Il restaurato Castello Batthyány ospita un noto laboratorio di restauro. Ludbreg è circondata da vigneti (specialmente Riesling e Graševina).
La città divenne famosa dopo il miracolo eucaristico, che sarebbe avvenuto nel 1411 nella cappella del castello e fu indagato e confermato da papa Leone X nel 1513.